# Richard Baldauf
Richard Julius Baldauf (* 9. März 1848 in Chemnitz; † 28. April 1931 in Dresden) war ein deutscher Bergingenieur, Unternehmer, Mäzen und Mineralien-Sammler.

## Leben
Von 1864 bis 1869 studierte Richard Baldauf Bergbau an der Bergakademie Freiberg. Im Jahr 1870 reiste er zu den Silberminen von Laurion und auf die Halbinsel Kola. 1871 arbeitete er für kurze Zeit im Steinkohlenschacht Planitz, danach wirkte er als leitender Bergingenieur im Oelsnitzer Kohlenschacht „Frisch Glück“ (1871–1874) und als Bergverwalter beim Hänichener Steinkohlenbauverein (1874–1876). 1875 heiratete er die in Oelsnitz/Erzgeb. geborene Rosalie Rudolph (1855–1918). Drei Kinder gingen aus dieser Ehe hervor.
1877 reiste Baldauf zur Bäreninsel, um alte Erzgruben zu begutachten. 1878 wurde er korrespondierendes Mitglied der Naturwissenschaftlichen Gesellschaft ISIS Dresden.
Im gleichen Jahr siedelte die Familie nach Nordwestböhmen über, und Richard Baldauf nahm eine Stelle als Bergverwalter im Eintrachtschacht in Krinsdorf bei Klostergrab an. 1880 wurde er Bergdirektor der Richard-Hartmann-Schächte in Ladowitz. Baldauf, der selbst aus einfachen Verhältnissen stammte, engagierte sich stark für soziale Einrichtungen. Er schuf Suppenküchen, sorgte für gute Sicherheitsvorkehrungen und bedachte die Arbeiter mit Weihnachtsgeschenken.
1891 gründete er mit seinem Schwager Hermann Rudolph in Sobrusan das Baldauf-Rudolphsche Braunkohlenwerk. Um die Kohle zu gewinnen, wurde die Ortschaft Sobrusan mit Kirche, zwei Schulen, einem Friedhof, 40 Häusern und Bauernwirtschaften wenige Jahre später abgerissen und 1,5 km entfernt neu aufgebaut.
Zu Wohlstand gekommen, zog Richard Baldauf 1904 mit seiner Frau nach Dresden. Die Leitung seiner Unternehmen in Böhmen hatte er weitestgehend seinem Sohn Martin (1879–1967) übertragen, so konnte er sich in den Folgejahren verstärkt dem Sammeln und wissenschaftlichen Erschließen von Mineralien widmen. Er suchte den Kontakt zu Ernst Kalkowsky, dem Leiter des Staatlichen Mineralogisch-Geologischen Museums in Dresden sowie zu den Freiberger Professoren Richard Beck und Friedrich Schumacher, mit denen er einen regen Gedankenaustausch pflegte. Reisen führten ihn u. a. nach Spanien (1907, 1909, 1926), Südamerika (1912), Grönland und Island (1908). Seinem Sohn spendierte er 1907 einen längeren Aufenthalt in England und den USA: 42 Kisten wertvoller Mineralien brachte Martin Baldauf seinem Vater mit.
Ein besonderes Verdienst Baldaufs war die Förderung geowissenschaftlicher Institutionen in Sachsen. Dem Dresdner Museum für Mineralogie und Geologie, dem Geologischen Institut der TH Dresden sowie der Bergakademie Freiberg ermöglichte er den Kauf wertvoller Mineralien und wissenschaftlicher Instrumente, zudem förderte er begabte Studenten und junge Wissenschaftler. Als Andenken an seine früh verstorbene Tochter Marianne (1887–1901) gründete 1914 er die „Marianne-Baldauf-Kinderstiftung“, die im Bezirk Dux erholungsbedürftige kranke Kinder unterstützte.
1916 erklärte Richard Baldauf seine Privatsammlung in seiner Dresdner Villa zum Öffentlichen Museum, in dem er unentgeltlich seine Mineralstufen präsentierte. 1922 veröffentlichte er einen Führer durch das öffentliche Mineralogische Museum. Baldauf trug sich mit dem Gedanken, sein Museum mit 10.000 Exponaten dem sächsischen Staat zu vererben, aber eine finanzielle Notlage, hervorgerufen durch die Weltwirtschaftskrise, ließ ihn davon Abstand nehmen. Trotz zahlreicher Verkaufsverhandlungen blieb Baldaufs Museum noch bis 1939 im Besitz der Familie, danach wurde die Villa verkauft und die Sammlung wurde für 250.000 Reichsmark an das Museum für Mineralogie und Geologie Dresden verkauft. Sowohl Baldaufs Dresdner Villa in der Geinitzstraße 5 als auch der spätere Wohnsitz der Familie in der Comeniusstraße 59 wurden am 13. Februar 1945 bei den Luftangriffen auf Dresden zerstört. Baldaufs Sammlung überstand den Zweiten Weltkrieg schadlos.
Richard Baldauf verstarb am 28. April 1931 in Dresden. Sein Grab befindet sich auf dem Johannisfriedhof in Dresden-Tolkewitz.

## Ehrungen (Auswahl)
- Ritterkreuz 1. Klasse des Albrechtsordens (ohne Krone) (1910)
- Ehrendoktor der TH Dresden (1917)
- Richard Beck benannte 1922 einen versteinerten Farn Protothamnopteris Baldaufi.
- Ehrensenator der Bergakademie Freiberg (1922)
- Ehrensenator der Technischen Hochschule Dresden (1924)
- Ehrenmitglied der Naturwissenschaftlichen Gesellschaft ISIS Dresden
- Ein Mineral erhielt 1925 ihm zu Ehren den Namen Baldaufit. Der Mineraloge Hugo Strunz fand jedoch heraus, dass dieses Mineral bereits unter dem Namen Hureaulith bekannt war.

## Veröffentlichungen (Auswahl)
- Über eine Expedition nach dem Eismeere und dem Weißen Meere. In: Sitzungsberichte der Naturwissenschaftlichen Gesellschaft Isis zu Dresden. 1878, S. 176–177
- Die Fossilien führenden krystallinischen Schiefer von Bergen in Norwegen (hrsg. Leipzig, 1883)
- Führer durch das öffentliche Mineralogische Museum (Dresden, 1922)